# Paripov jarak
Paripov jarak je geološka osobitost (greben) u parku prirode Velebit. Nalazi se uz cestu Brušane-Baške Oštarije.
Predložen je da postane zaštićeno područje u statusu spomenika prirode.
Primjer je biolitita srednjeg perma.